# Calcíope
Calcíope é filha do rei da Cólquida, Eetes, esposa de Frixo, a quem deu quatro filhos: Argos, Citisoro, Frontis e Melas.
Eeter havia sido prevenido por prodígios para temer a morte por um estranho, filho de Éolo, e matou Frixo. Os filhos de Frixo fugiram para seu avô Atamante, mas sofreram um naufrágio, sendo salvos por Jasão. Em agradecimento aos argonautas por terem salvo os seus filhos, Calcíope recomendou Jasão a sua irmã Medeia.